# Sennori
Sennori ist eine italienische Gemeinde (comune) mit 6856 Einwohnern (Stand 31. Dezember 2023) in der Metropolitanstadt Sassari auf Sardinien. Die Gemeinde liegt etwa 7,8 Kilometer nordnordöstlich von Sassari. Bis zum Mittelmeer bzw. bis zum Golf von Asinara sind es 5 Kilometer in nördlicher Richtung.

## Geschichte
Aus der Vorzeit findet sich das Gigantengrab von Oridda im Gemeindegebiet.

## Wirtschaft und Verkehr
Durch die Gemeinde führt die Strada Statale 200 dell'Anglona von Sassari kommend nach Castelsardo. Im Gemeindegebiet liegt das Anbaugebiet Moscato di Sorso-Sennori.